# Historiografía de la ciencia
La historiografía de la ciencia o historiografía de la historia de la ciencia es el estudio de la historia y metodología de la subdisciplina de la historia, conocida como historia de la ciencia, incluyendo sus aspectos y prácticas disciplinares (métodos, teorías, escuelas) y el estudio de su propio desarrollo histórico (“Historia de la Historia de la Ciencia”, es decir, la historia de la disciplina denominada Historia de la Ciencia).
Los debates historiográficos sobre el método adecuado para el estudio de la historia de la ciencia son a veces difíciles de demarcar de las controversias históricas sobre el curso de la ciencia. Algunos consideran que las primeras controversias de este último tipo son el inicio de la subdisciplina.

## Historiografía amateur de la ciencia
Las historias de la ciencia fueron escritas originalmente por científicos en ejercicio y jubilados,  un ejemplo temprano notable es la Historia de las ciencias inductivas de William Whewell (1837). Las biografías de filósofos naturales (los primeros científicos) también fueron populares en el siglo XIX, lo que ayudó a crear a Isaac Newton como un genio científico y héroe nacional en Gran Bretaña.  HG Wells inició una corriente de historias de la ciencia a gran escala, una especie de epopeya de la civilización y el progreso, con su Outline of History (1919/1920). Los relatos populares sobre el pasado de la ciencia a menudo estaban vinculados a especulaciones sobre su futuro,  y autores de ciencia ficción como Isaac Asimov y L. Sprague de Camp incursionaban en ambas.

## Historiografía profesional de la ciencia

### Internalismo y externalismo
A principios de la década de 1930, un artículo del historiador soviético Boris Hessen impulsó a muchos historiadores a examinar las formas en que las prácticas científicas se aliaban con las necesidades y motivaciones de su contexto. El trabajo de Hessen se centró en los factores sociopolíticos de qué se hace la ciencia y cómo.
Este método de hacer la historia de la ciencia que se conoció como externalismo analiza la manera en que la ciencia y los científicos se ven afectados y guiados por su contexto y el mundo en el que existen. Es un enfoque que evita la noción de que la historia de la ciencia es el desarrollo del pensamiento puro a lo largo del tiempo, una idea que lleva a otra en una burbuja contextual que podría existir en cualquier lugar, en cualquier momento, si tan solo se contaran con los genios adecuados.
El método de hacer historia de la ciencia que precedió al externalismo se conoció como internalismo. Las historias internalistas de la ciencia a menudo se centran en la reconstrucción racional de ideas científicas y consideran el desarrollo de estas ideas íntegramente dentro del mundo científico. Aunque las historias internalistas de la ciencia moderna tienden a enfatizar las normas de la ciencia moderna, las historias internalistas también pueden considerar los diferentes sistemas de pensamiento que subyacen al desarrollo de la astronomía babilónica o la teoría del ímpetu medieval.
En la práctica, la línea entre internalismo y externalismo puede ser increíblemente confusa. Pocos historiadores entonces, o ahora, insistirían en que cualquiera de estos enfoques en sus extremos pinta un cuadro completamente completo, ni sería necesariamente posible practicar uno completamente sobre el otro. Sin embargo, en el fondo contienen una pregunta básica sobre la naturaleza de la ciencia: ¿cuál es la relación entre los productores y los consumidores de conocimiento científico? La respuesta a esta pregunta debe, de alguna forma, informar el método en el que se lleva a cabo la historia de la ciencia y la tecnología; por el contrario, la forma en que se desarrolla la historia de la ciencia y la tecnología y sus conclusiones pueden informar la respuesta a la pregunta. La pregunta en sí contiene toda una serie de cuestiones filosóficas: ¿cuál es la naturaleza de la verdad científica? ¿Qué significa objetividad en un contexto científico? ¿Cómo se produce el cambio en las teorías científicas?
El historiador y sociólogo de la ciencia Robert K. Merton produjo muchos trabajos siguiendo la tesis de Hessen, que pueden verse como reacciones y refinamientos del argumento de Hessen. En su trabajo sobre ciencia, tecnología y sociedad en la Inglaterra del siglo XVII, Merton buscó introducir una categoría adicional — el puritanismo — para explicar el crecimiento de la ciencia en este período. Merton dividió la categoría de economía de Hessen en subcategorías de influencia más pequeñas, que incluyen transporte, minería y técnica militar. Merton también intentó desarrollar enfoques empíricos y cuantitativos para mostrar la influencia de factores externos en la ciencia.
Incluso con su énfasis en los factores externos, Merton difería de Hessen en su interpretación: Merton sostenía que, si bien los investigadores pueden inspirarse e interesarse por problemas sugeridos por factores extracientíficos, en última instancia, los intereses del investigador estaban impulsados por "la historia interna de la ciencia en cuestión". Merton intentó delinear el externalismo y el internalismo a lo largo de fronteras disciplinarias, con el contexto estudiado por el sociólogo de la ciencia y el contenido por el historiador.

### Aproximaciones historiográficas al cambio de teoría en la ciencia
Un tema importante de preocupación y controversia en la filosofía de la ciencia ha sido la naturaleza del cambio de paradigma o cambio de teoría en la ciencia. Karl Popper sostuvo que el conocimiento científico es progresivo y acumulativo; Thomas Kuhn, que el conocimiento científico avanza a través de "cambios de paradigma" y no es necesariamente progresivo; y Paul Feyerabend, que el conocimiento científico no es acumulativo ni progresivo y que no puede haber demarcación en términos de método entre la ciencia y cualquier otra forma de investigación. 

#### Colectivos de pensamiento
En 1935, Ludwik Fleck, un microbiólogo médico polaco, publicó Génesis y desarrollo de un hecho científico. El libro de Fleck se centró en los factores epistemológicos y lingüísticos que afectan el descubrimiento científico, la innovación y el progreso o desarrollo.
Se utilizó un estudio de caso en el campo de la medicina (del desarrollo del concepto de enfermedad de la sífilis) para presentar una tesis sobre la naturaleza social del conocimiento, y en particular la ciencia y los "estilos de pensamiento" científicos (Denkstil), que son los fundamentos epistemológicos., estilos conceptuales y lingüísticos de los 'colectivos de pensamiento' científicos (pero también no científicos) (Denkkollektiv). El libro de Fleck sugiere que, epistemológicamente, no hay nada estable ni realistamente verdadero o falso en ningún hecho científico. Un hecho tiene una "génesis" que se basa en ciertos fundamentos teóricos y muchas veces en otras nociones oscuras y confusas, y se "desarrolla" a medida que está sujeto a disputas e investigaciones adicionales por parte de otros científicos.
La monografía de Fleck se publicó casi al mismo tiempo que Logik der Forschung de Karl Popper, pero a diferencia del trabajo de Popper, el libro no recibió ninguna reseña en Isis. Sin embargo, Thomas S. Kuhn reconoció la influencia que tuvo sobre la Estructura de las Revoluciones Científicas. Kuhn también escribió el prólogo de la traducción al inglés de Fleck.

#### Falsificabilidad
Popper acuñó el término "racionalismo crítico" para describir su filosofía.  Distinguió entre verificación y falsabilidad y dijo que una teoría debe considerarse científica si, y sólo si, es falsable. Popper buscó explicar el aparente progreso del conocimiento científico en All Life is Problem Solving. Popper sugirió que nuestra comprensión del universo parece mejorar con el tiempo debido a un proceso evolutivo. Propuso que el proceso de "eliminación de errores" en el campo de la ciencia es como el de la selección natural para la evolución biológica, según el cual las teorías que sobreviven mejor al proceso de refutación no son necesariamente más "verdaderas" sino más "adecuadas" o aplicables a la situación problemática actual. Popper sugirió que la evolución de las teorías a través del método científico podría reflejar un cierto tipo de progreso: hacia problemas cada vez más interesantes.
Popper ayudó a establecer la filosofía de la ciencia como una disciplina autónoma dentro de la filosofía, a través de sus propias obras prolíficas e influyentes, y también a través de su influencia sobre sus propios contemporáneos y estudiantes.

#### Revoluciones
A mediados del siglo XX se produjeron una serie de estudios que investigaban el papel de la ciencia en un contexto social. La sociología de la ciencia se centró en las formas en que trabajan los científicos, examinando de cerca las formas en que "producen" y "construyen" conocimiento científico.
La estructura de las revoluciones científicas (1962) de Thomas Kuhn se considera particularmente influyente. Abrió el estudio de la ciencia a nuevas disciplinas al sugerir que la evolución de la ciencia estaba en parte determinada sociológicamente y que el positivismo no explicaba las interacciones y estrategias reales de los participantes humanos en la ciencia.
Como dijo Kuhn, la historia de la ciencia puede verse en términos más matizados, como el de paradigmas o sistemas conceptuales en competencia en una matriz más amplia que incluye temas intelectuales, culturales, económicos y políticos fuera de la ciencia. "En parte por selección y en parte por distorsión, se presenta implícitamente que los científicos de épocas anteriores trabajaron sobre el mismo conjunto de problemas fijos y de acuerdo con el mismo conjunto de cánones fijos que la revolución más reciente en la teoría y el método científicos hizo parecer científicos". 
En 1965, Gerd Buchdahl escribió "Una revolución en la historiografía de la ciencia", en referencia a los estudios de Thomas Kuhn y Joseph Agassi.  Sugirió que estos dos escritores habían inaugurado la subdisciplina al distinguir claramente entre la historia y la historiografía de la ciencia, ya que argumentaron que las opiniones historiográficas influyen en gran medida en la escritura de la historia de la ciencia.
Estudios posteriores, como Scientific Knowledge and its Social Problems (1971) de Jerome Ravetz, se refirieron al papel de la comunidad científica, como construcción social, a la hora de aceptar o rechazar el conocimiento científico (objetivo). 
Desde la década de 1960, una tendencia común en los estudios científicos (el estudio de la sociología y la historia de la ciencia) ha sido enfatizar el "componente humano" del conocimiento científico y restar importancia a la visión de que los datos científicos son evidentes por sí mismos, valiosos. -libre y sin contexto.  El campo de los estudios de ciencia y tecnología, un área que se superpone y a menudo informa los estudios históricos de la ciencia, se centra en el contexto social de la ciencia tanto en el período contemporáneo como en el histórico.
En correspondencia con el ascenso del movimiento ambientalista y una pérdida general de optimismo sobre el poder de la ciencia y la tecnología sin restricciones para resolver los problemas del mundo, esta nueva historia alentó a muchos críticos a declarar que la preeminencia de la ciencia había sido derrocada.

#### Guerras científicas
Las guerras científicas de la década de 1990 se debieron a la influencia de filósofos especialmente franceses, que negaban la objetividad de la ciencia en general o parecían hacerlo. Describieron también las diferencias entre el modelo idealizado de una ciencia pura y la práctica científica real; mientras que el cientificismo, un resurgimiento del enfoque positivista vio en la medición precisa y el cálculo riguroso la base para resolver finalmente duraderas controversias metafísicas y morales.  

## Historia de la ciencia en elsigloXXI
La disciplina hoy abarca una amplia variedad de campos de estudio académico, que van desde los tradicionales de historia, sociología y filosofía, y una variedad de otros como derecho, arquitectura y literatura. Existe una tendencia a integrarse con la historia global, así como a emplear nuevos conceptos metodológicos como el intercambio intercultural. Los historiadores de la ciencia también trabajan estrechamente con académicos de disciplinas relacionadas, como la historia de la medicina y los estudios de ciencia y tecnología.

### Cuestionando el posmodernismo
Algunos teóricos críticos argumentaron más tarde que sus deconstrucciones posmodernas habían sido en ocasiones contraproducentes y habían proporcionado munición intelectual a intereses reaccionarios. Bruno Latour señaló que "extremistas peligrosos están utilizando el mismo argumento de construcción social para destruir evidencia obtenida con tanto esfuerzo que podría salvar nuestras vidas. ¿Me equivoqué al participar en la invención de este campo conocido como estudios científicos? ¿Es suficiente decir que en realidad no quisimos decir lo que quisimos decir?" 

### Eurocentrismo en la historiografía de la ciencia
El eurocentrismo en la historia científica son relatos históricos escritos sobre el desarrollo de la ciencia moderna que atribuyen todos los logros académicos, tecnológicos y filosóficos a Europa y marginan las contribuciones externas.  Hasta que Joseph Needham publicó su serie de libros Ciencia y civilización en China en 1954, muchos historiadores escribían sobre la ciencia moderna únicamente como un logro europeo sin contribuciones significativas de otras civilizaciones aparte de la griega.  Escritos históricos recientes han argumentado que hubo una influencia y contribución significativas de la astronomía y las matemáticas egipcias, mesopotámicas, árabes, indias y chinas.  El empleo de nociones de intercambio intercultural en el estudio de la historia de la ciencia ayuda a encaminar la disciplina hacia un campo de estudio no eurocéntrico y no lineal.